# Eupithecia expressaria
Eupithecia expressaria är en fjärilsart som beskrevs av Pierre Millière 1870. Eupithecia expressaria ingår i släktet Eupithecia och familjen mätare. Inga underarter finns listade i Catalogue of Life.